# Auld Lang Syne

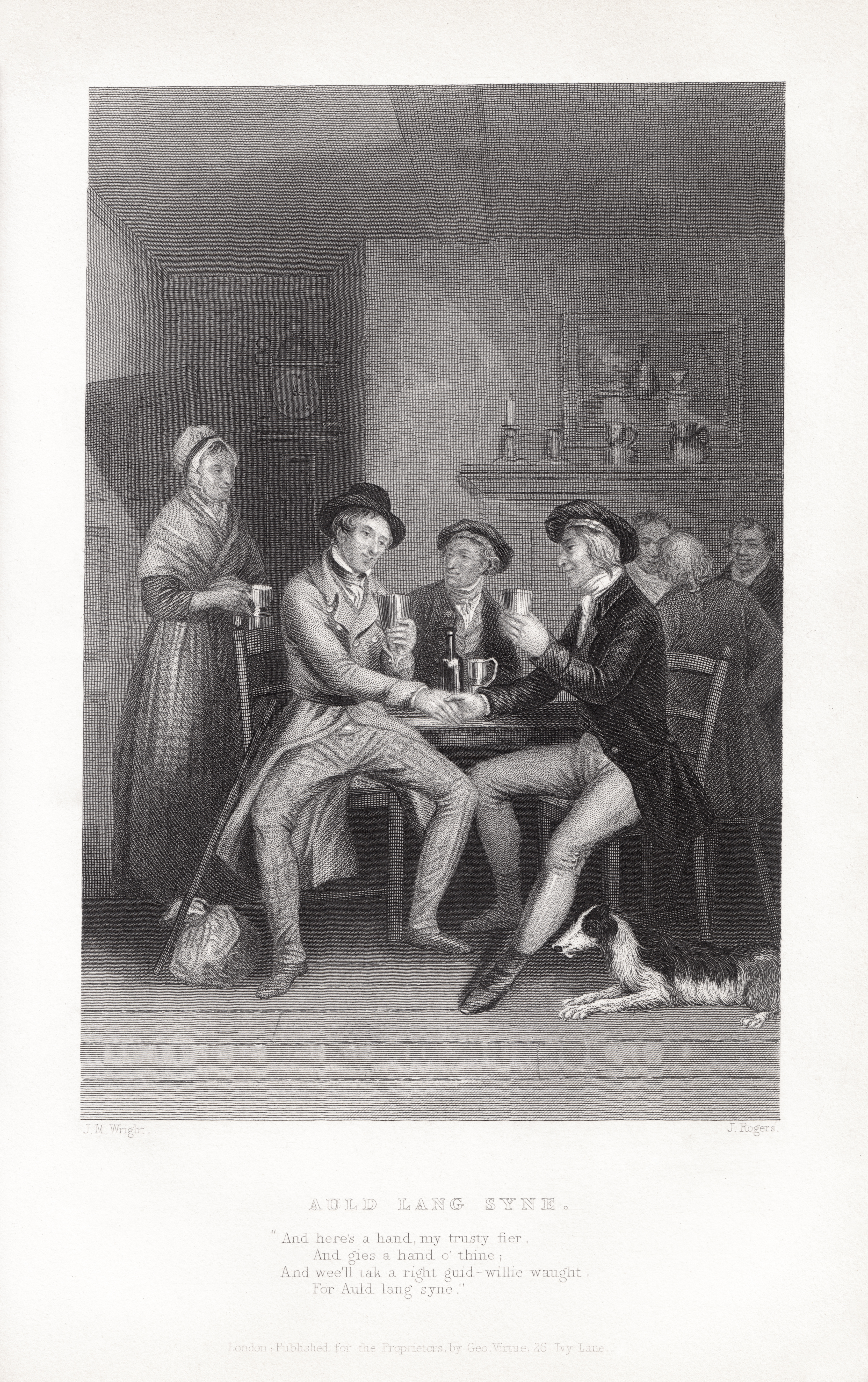
Ilustración de John Masey Wright y John Rogers para el poema (c. 1841).

Auld Lang Syne es una canción popular escocesa cuya letra es un poema escrito en 1788 por Robert Burns, uno de los poetas escoceses más populares. Se suele utilizar en momentos solemnes, como aquellos en que alguien se despide, se inicia o acaba un viaje largo en el tiempo, un funeral, etc. Se la ha relacionado especialmente con la celebración del Año Nuevo en el mundo anglosajón. 
“Auld lang syne”, en escocés, literalmente significa “hace mucho tiempo”; aunque se traduce más adecuadamente como “por los viejos tiempos”. Se canta con la melodía popular tradicional (es decir, folclórica, y, por tanto, anónima) escocesa clasificada con el número 6294 en el catálogo de Roud.
En el movimiento Scout, esta canción es conocida como "Canción de la despedida".

## Letra
| Old Long Syne, por James Watson (1711) | Versos originales en escocés | Traducción al español desde la versión escocesa |
| --- | --- | --- |
| Should Old Acquaintance be forgot, and never thought upon; The flames of Love extinguished, and fully past and gone: Is thy sweet Heart now grown so cold, that loving Breast of thine; That thou canst never once reflect on Old long syne. CHORUS: On Old long syne my Jo, in Old long syne, That thou canst never once reflect, on Old long syne. My Heart is ravisht with delight, when thee I think upon; All Grief and Sorrow takes the flight, and speedily is gone; The bright resemblance of thy Face, so fills this, Heart of mine; That Force nor Fate can me displease, for Old long syne. CHORUS Since thoughts of thee doth banish grief, when from thee I am gone; will not thy presence yield relief, to this sad Heart of mine: Why doth thy presence me defeat, with excellence divine? Especially when I reflect on Old long syne CHORUS (siguen las estrofas) | Should auld acquaintance be forgot, and never brought to mind ? Should auld acquaintance be forgot, and auld lang syne* ? CHORUS: For auld lang syne, my jo (or my dear), for auld lang syne, we’ll tak a cup o’ kindness yet, for auld lang syne. We twa hae run about the braes, and pu’d the gowans fine ; But we’ve wander’d mony a weary fit, sin auld lang syne. CHORUS We twa hae paidl’d i' the burn, frae morning sun till dine ; But seas between us braid hae roar’d sin auld lang syne. CHORUS And there’s a hand, my trusty fiere ! and gie's a hand o’ thine ! And we’ll tak a right gude-willy waught, for auld lang syne. CHORUS | ¿Deberían olvidarse las viejas amistades y nunca recordarse? ¿Deberían olvidarse las viejas amistades y los viejos tiempos? ESTRIBILLO: Por los viejos tiempos, amigo mío, por los viejos tiempos: tomaremos una copa de cordialidad por los viejos tiempos. Los dos hemos correteado por las laderas y recogido las hermosas margaritas, pero hemos errado mucho con los pies doloridos desde los viejos tiempos. ESTRIBILLO Los dos hemos vadeado la corriente desde el mediodía hasta la cena, pero anchos mares han rugido entre nosotros desde los viejos tiempos. ESTRIBILLO Y he aquí una mano, mi fiel amigo, y danos una de tus manos, y ¡echemos un cordial trago de cerveza por los viejos tiempos!. ESTRIBILLO |

## Historia
Robert Burns envió una copia de la canción original al Museo de la Música Escocesa, con la siguiente nota: “La canción adjunta, una antigua canción de los viejos tiempos, nunca dada a la imprenta hasta ahora, ni siquiera ha circulado manuscrita hasta que la recogí de un anciano". Parte de la letra fue, de hecho, "recogida", más que escrita por el poeta; la balada "Old Long Syne" ("Hace mucho tiempo") impresa en 1711 por James Watson muestra en el verso inicial y en el estribillo un parecido considerable con el poema, posterior, de Burns, y es casi seguro que derive de la misma "antigua canción". Se considera justo atribuir el resto del poema al propio Burns.
Existen ciertas dudas de que la melodía hoy utilizada sea la misma que Burns había dispuesto originalmente, pero se usa ampliamente en Escocia y en el resto del mundo.

## Versiones en otras lenguas
Hay multitud de versiones en otras lenguas: alemán, español, catalán, etc.

### Español
Una versión en español se conoce como Vals de las velas. Se le ha dado este nombre popularmente por ser la forma de la letra más extendida la grabada por el guitarrista, violonchelista y tanguista canario Rafael Jáimez Medina (1942), en arreglo de Manuel Salina. He aquí su texto, absolutamente ajeno al original escocés:
Igual que en viejos tiempos
con solemne ritual,
se apaga de una a una
de las velas el brillar.
Igual que en viejos tiempos
prometemos recordar
las horas de felicidad
que acabamos de pasar.
No importa si un destino cruel
nos ha de separar,
por siempre nos querremos bien
de estas horas recordar.
Pero para muchos tal vez sea más conocida porque todos los scouts hispanoparlantes utilizan esta melodía para la denominada canción de la despedida, que tiene ciertas variaciones en su letra, incluso el estribillo.
El cantautor español Jose Riaza lanza una nueva versión con una nueva letra en castellano en su disco "Retales de mis noches tristes"(2019), dicho tema es cantado a dúo junto a la cantautora mexicana Sheila Ríos.
| Las chicas y los bares tal vez no volverán. Los barcos y los mares ya no pueden ser mi hogar. La pólvora y las dagas son parte de quien fui más no de quien pretendo ser desde hoy hasta morir. La soda y la beretta ahora pueden descansar. Mi alma truculenta sólo aspira a estar en paz. Tal vez no fui un buen chico, tal vez no lo seré. Las cosas no han salido bien pero no pierdo la fe. |

En el Perú, a mediados de los 80, se popularizó una icónica versión a ritmo de festejo con los arreglos del músico Carlos Postigo llamada «Jipi Jay» en la voz del cantautor de música afroperuana Pepe Vásquez, que se convirtió en su tema más célebre y un clásico del género.
| ¿Por qué perder las esperanzas de volverte a ver? ¿Por qué perder las esperanzas de volverte a ver? No es más que un hasta luego No es más que un breve adiós Adiós, adiós, quizás nunca nos volvamos a encontrar. Cantando jay-jay-jipi, jipi-jay Cantando jay-jay-jipi, jay-jay-jipi Jay-jay-jipi, jipi-jay. |

En Argentina y Chile la canción es ampliamente conocida como "Canción del adiós", al igual que el espíritu de la misma es usado en momentos de separación tales como graduaciones y momentos emotivos varios.[cita requerida] La letra es la siguiente, aunque tiene variaciones según la región:

¿Por qué perder las esperanzas
de volverse a ver?
¿Por qué perder las esperanzas
si hay tanto querer?
No es más que un hasta luego
No es más que un breve adiós
Muy pronto junto al fuego
Nos reunirá el Señor
Con nuestras manos enlazadas
y en torno al calor
formemos esta noche
un círculo de amor
No es más que un hasta luego
No es más que un breve adiós
Muy pronto junto al fuego
Nos reunirá el Señor

En algunas escuelas secundarias de la región pampeana en las ceremonias anuales de egreso se la suele cantar bajo la siguiente variación:[cita requerida]
Llegó la hora de decir adiós, decir adiós...
cantemos antes de partir la última canción
Se va la luz, se esconde el sol pero siempre ha de brillar,
La antorcha que su fuego da el calor de la amistad...
Adiós adiós, nunca quizás nos volvamos a encontrar...
Pero en la brisa volverá nuestro canto de amistad.
Adiós adiós, nunca quizás nos volvamos a encontrar...
Pero en la brisa volverá nuestro canto de amistad.